# Väinö Linna
Väinö Linna (n. 20 decembrie 1920, Urjala, Turku and Pori Province⁠(d), Finlanda – d. 21 aprilie 1992, Kangasala, Häme Province⁠(d), Finlanda) a fost unul dintre cei mai influenți scriitori din secolul al XX-lea. Și-a câștigat faima literară în 1954 când a publicat cel de-al treilea roman al său, și anume, Tuntematon sotilas (Soldatul necunoscut). Această faimă i-a fost consolidată de publicarea trilogiei Täällä Pohjantähden alla (Sub Steaua Nordului), în 1959 – 1963. A fost tradusă în limba engleză de Richard Impola).